# Hydrochasma buccatum
Hydrochasma buccatum är en tvåvingeart som först beskrevs av Cresson 1930.  Hydrochasma buccatum ingår i släktet Hydrochasma och familjen vattenflugor. Inga underarter finns listade i Catalogue of Life.